# Улица Покрышева (Санкт-Петербург)
Улица По́крышева — улица в Приморском районе Санкт-Петербурга. Проходит от улицы Савушкина до Школьной улицы.

## История
Изначально улица называлась Одинцовым переулком (название известно с 1883 года). Переулок начинался от Приморского проспекта и шёл до Московской улицы, которая находилась между улицей Савушкина и Дибуновской улицей. В 1912 году улицу продлили до Школьной улицы. В 1940-е годы название было упразднено и улица оставалась без имени до конца 1960-х годов. В 1950-е годы в связи с реконструкцией района участок от Приморского проспекта до улицы Савушкина исчез. Современное название улице было присвоено 28 октября 1968 года в честь Петра Афанасьевича Покрышева — Героя Советского Союза.

## Пересечения
- улица Савушкина
- Дибуновская улица
- Школьная улица

## Транспорт
Ближайшая к улице Покрышева станция метро — «Старая Деревня» 5-й (Фрунзенско-Приморской) линии.